# FSR 1758
FSR 1758 — большое и яркое, но сильно затенённое шаровое скопление, принадлежащее нашей галактике. Оно расположено на расстоянии около 11,5 кпк от Солнца и около 3,7 кпк от центра галактики. Поскольку FSR 1758 находится за галактической выпуклостью, оно замаскировано звёздами на переднем плане и скрыто пылью. Впервые оно было замечено в 2007 году в данных 2MASS и считалось рассеянным скоплением, пока данные миссии Gaia не выявили в 2018 году, что это шаровое скопление.
Размер и яркость FSR 1758 могут быть сопоставимы или превышать таковые скопления Омега Центавра, которое, как считается, является ядром карликовой галактики, которая в прошлом слилась со Млечным путём. Следовательно, FSR 1758 также может быть ядром карликовой галактики, предварительно названной галактикой Скорпиона. Оно также может быть похоже на другое шаровое скопление Мессье 54, которое, как известно, является ядром сфероидальной галактики Стрельца.